# Miniserie
Een miniserie is een televisieserie die vaak maar uit een beperkt aantal afleveringen bestaat. Deze afleveringen zijn dan vaak wel wat langer dan die van een doorsnee-televisieserie.

## Achtergrond
Hoewel er geen vaste regels bestaan die een miniserie onderscheiden van een reguliere serie, zijn er wel enkele suggesties. Zo beweren sommigen dat series van minder dan zes afleveringen als miniserie kunnen worden gezien.
Een andere definitie ligt in de inhoud van de serie. In soapseries en andere langlopende series ontwikkelen de personages zich vaak niet, daar ze nog jaren mee moeten. In miniseries daarentegen maken personages vaak een sterke ontwikkeling door en heeft het verhaal een duidelijk begin en einde. Ook bestaan miniseries uit één doorlopend verhaal, terwijl langlopende televisieseries vaak per aflevering een afgerond verhaal bevatten of meerdere korte verhaallijnen die een paar afleveringen beslaan, maar niet de hele serie.